# Ficus popayanensis
Ficus popayanensis är en mullbärsväxtart som beskrevs av Paul Carpenter Standley. Ficus popayanensis ingår i släktet fikonsläktet, och familjen mullbärsväxter. Inga underarter finns listade i Catalogue of Life.